# Sagdidae
Die Sagdidae sind eine Familie der Schnecken aus der Unterordnung der Landlungenschnecken (Stylommatophora). Es ist die einzige Familie der Überfamilie Sagdoidea Pilsbry, 1894. Die knapp 80 Arten sind geographisch, mit wenigen Ausnahmen auf die Karibischen Inseln beschränkt.

## Merkmale
Die Gehäuse sind abgeflacht-konisch, kugelig bis stark abgeflacht und linsenförmig. Einige Formen besitzen Gehäuse mit sehr dünnen Schalen und die Tendenz zur Reduktion der Gehäuse. Die Mündungsränder sind meist einfach, nur selten geringfügig umgeschlagen oder etwas verdickt. Die Gehäuse sind meist spärlich ornamentiert. Die Kiefer sind aulacognath, d. h. annähernd glatt mit einigen Gruben. Im zwittrigen Genitalapparat setzen am Penis ein oder mehrere Anhänge an. Ein Epiphallus ist vorhanden, es sind z. T. mehrere Flagella ausgebildet. Der Stiel der Spermathek ist relativ lang.

## Geographische Verbreitung und Lebensweise
Die Familie bzw. Überfamilie ist auf den karibischen Inseln beheimatet. Eine Gattung kommt auch im nördlichen Südamerika vor. Schileyko (1998) hält es aber für möglich, dass die Gattung Xenodiscula Pilsbry, 1919 nicht zu den Sagdidae, sondern zur Überfamilie Zonitoidea gehört. Weitere Gattungen mit wenigen Arten kommen auch im südlichen Florida und ev. in Mittelamerika vor. Es handelt sich ausschließlich um Pflanzenfresser, die überwiegend am Boden leben.

## Systematik
Die Überfamilie Sagdoidea enthält nach der Systematik von Bouchet & Rocroi (2005) nur eine einzige, die namengebende Familie Sagdidae mit vier Unterfamilien. Schileyko (1998) scheidet hierarchisch oberhalb der Überfamilie noch eine monotypische Teilunterordnung ("infraorder") Sagdoinei Schileyko & Starobogatov, 1988 aus.
- Überfamilie Sagdoidea Pilsbry, 1894
  - Familie Sagdidae Pilsbry, 1894
    - Unterfamilie Sagdinae Pilsbry, 1894
      - Gattung Hyalosagda Martens in Albers, 1860
      - Gattung Stauroglypta Baker, 1935
      - Gattung Meiophysema Baker, 1935
      - Gattung Proserpinula Martens in Albers, 1860
      - Gattung Volvidens Henderson, 1914
      - Gattung Xenodiscula Pilsbry, 1919
      - Gattung Corneosagda Muratov & Schileyko, 1998
      - Gattung Sagda Beck, 1937
      - Gattung Odontosagda Martens, 1860
      - Gattung Zaphysema Pilsbry, 1894
      - Gattung Aerotrochus Pilsbry, 1926
      - Gattung Microsagda Baker, 1935
      - Gattung Lacteoluna Pilsbry, 1926
      - Gattung Vilitas Pilsbry, 1926
      - Gattung Hojeda Baker, 1926
      - Gattung Strialuna Pilsbry, 1926

    - Unterfamilie Platysuccineinae Baker, 1940
      - Gattung Platysuccinea Ancey, 1881

    - Unterfamilie Aquebaninae Baker, 1940
      - Gattung Aquebana Pilsbry, 1926
      - Gattung Exsuavitas Baker, 1939
      - Gattung Itzamna Pilsbry, 1926

    - Unterfamilie Yunqueinae Baker, 1961
      - Gattung Yunquea Baker, 1940